# Militärschokolade (Vereinigte Staaten)

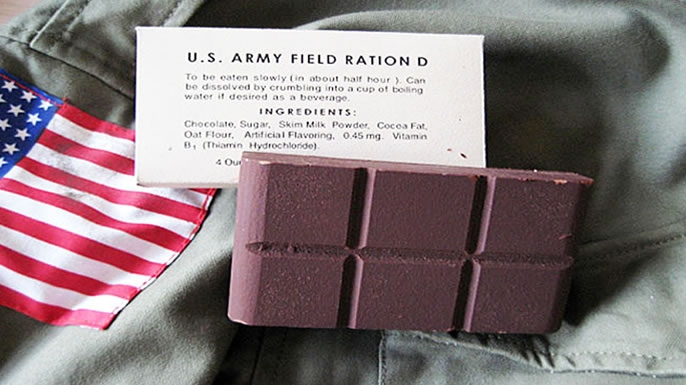
Militärschokolade, Ration D

Militärschokolade war seit 1937 Teil der Standard-Rationen der amerikanischen Streitkräfte und wird als Teil von Feldrationen (vgl. EPa in der deutschen Bundeswehr) und sogenannten sundry packs (vgl. PI-Päckchen) an die Truppe ausgegeben.

## Übersicht
Schokoladenrationen erfüllen hierbei vor allem zwei Aufgaben: Sie sorgen für einen Anstieg der Truppenmoral und dienen gleichzeitig als energiereiche, handliche Notfallrationen. Militärschokolade ist oftmals speziell auf die militärischen Bedürfnisse (Gewicht, Größe, Haltbarkeit) zugeschnitten. Ein Großteil der Schokolade, die in den USA an Militärpersonal ausgegeben wird, wird von der Hershey Company hergestellt.
Wenn sie zur Steigerung der Truppenmoral ausgegeben wird, unterscheidet sich Militärschokolade in Geschmack und Zusammensetzung oft nicht von normalen, im Laden gekauften Riegeln. Andererseits ist sie oftmals anders verpackt oder geformt. Die K-Ration im Zweiten Weltkrieg enthielt einen Riegel Hershey’s sweet chocolate; doch statt des üblichen dünnen, flachen Riegels handelte es sich hierbei um einen dicken, rechteckigen Riegel, der an seinen Enden quadratisch war.
Als Feldration für den Notfall unterschied sich Militärschokolade erheblich von normalen Riegeln. Da sie eine schnell verfügbare Nahrungsquelle für den Notfall darstellen sollte, betonten die Verantwortlichen, dass sie derart beschaffen sein müsse, dass die Soldaten nicht dazu verleitet würden, sie zu essen, bevor sie sie benötigen. Obwohl Versuche unternommen wurden, den Geschmack zu verbessern, wurde die Schokolade nie als besonders schmackhaft angesehen. Die Schokoladenriegel für den Notfall wurden auf hohen Energiegehalt (Brennwert), leichte Transportierbarkeit und hohe Temperaturbeständigkeit hin optimiert. Insbesondere die hohe Temperaturbeständigkeit war extrem wichtig, da Infanteriesoldaten im Freien – manchmal unter tropischen Bedingungen oder in der Wüste – operierten, wobei sie die Riegel in ihren Brusttaschen am Körper trugen. Unter diesen Bedingungen würde ein normaler Schokoriegel innerhalb von Minuten schmelzen.

## Zweiter Weltkrieg
Der erste Schokoladenriegel, der von der US-Armee als Notfallration beschafft wurde, war der Ration D-Riegel. Army Quartermaster Colonel Paul Logan kontaktierte Hershey’s Chocolate im April 1937 und traf sich mit dem Präsidenten der Firma, William Murrie, sowie mit dem Chefchemiker Sam Hinkle. Milton Hershey zeigte sich sehr interessiert an dem Projekt, als er über das Angebot unterrichtet wurde, und die erste, experimentelle Produktion des Ration D-Riegels lief an.
Colonel Logan hatte vier Anforderungen an den Ration D-Riegel gestellt. Er musste:
1. vier Unzen wiegen,
2. einen hohen Nährwert besitzen,
3. hohen Temperaturen standhalten können,
4. „kaum besser schmecken als eine gekochte Kartoffel“.

Logan glaubte, dass die Soldaten den Riegel nicht für den Notfall aufsparen, sondern als Zwischenmahlzeit essen würden, wenn er gut schmecke.
Chefchemiker Hinkle sah sich gezwungen, zur Produktion der Riegel vollkommen neue Herstellungsprozesse zu entwickeln. Die Geräte für die Herstellung von Schokolade waren darauf ausgelegt, fließende, flüssige Schokolade in vorbereitete Formen zu gießen. Die temperaturbeständige Schokolade war jedoch eine zähflüssige Masse, die bei keiner Temperatur zum Fließen gebracht werden konnte. Daher musste jede einzelne Vier-Unzen-Portion von Hand geknetet, gewogen und in eine Form gepresst werden. Das Endprodukt war ein harter Block dunkelbrauner Schokolade, der mit einiger Anstrengung zerbröckelt werden konnte.
Colonel Logan zeigte sich mit der ersten kleinen Beispiel-Charge zufrieden. Im Juni 1937 bestellte die US-Armee 90.000 sogenannte Logan-Riegel und testete sie unter Einsatzbedingungen auf Stützpunkten in den Philippinen, in Panama, an der texanischen Grenze und auf anderen Stützpunkten in den Vereinigten Staaten. Einige Riegel wurden sogar von Richard E. Byrd auf seiner dritten Antarktis-Expedition mitgeführt. Diese Tests verliefen erfolgreich, und die Army begann damit, die Riegel in unregelmäßigen Abständen zu bestellen.
Mit dem Beginn der amerikanischen Beteiligung am Zweiten Weltkrieg nach dem Angriff auf Pearl Harbor mussten die Riegel zudem giftgassicher verpackt werden. Zwischen 1941 und 1945 wurden im Bereich der Verpackung zahlreiche Änderungen vorgenommen, um Materialengpässen und Anforderungen seitens der Armee zu begegnen.

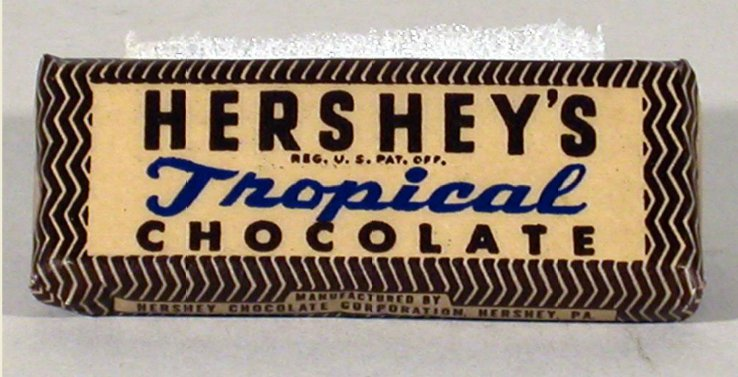
Hershey’s Tropical Bar

Im Jahre 1943 setzte sich die Beschaffungsdivision der Army mit Hershey in Verbindung, um über die Herstellung eines konfektähnlichen Schokoriegels mit verbessertem Geschmack zu verhandeln, der dennoch weiterhin extrem hitzebeständig sein sollte. Nach einer kurzen Experimentierphase begann die Hershey Company mit der Produktion von Hershey’s Tropical Bar (etwa „Hersheys Tropen-Riegel“). Dieser Riegel ähnelte normalen Schokoriegeln in Form und Geschmack mehr als der Ration D-Riegel. Während des Krieges überstiegen die Produktionsmengen dieser Riegel die aller anderen von Hershey hergestellten Produkte, einschließlich des Ration D-Riegels. Von vielen Soldaten wurde der Riegel als zäh und unappetitlich empfunden. Dennoch war er perfekt als schnelle Zwischenmahlzeit im Feld und als Tauschmaterial einzusetzen.
Es wird geschätzt, dass zwischen 1940 und 1945 über drei Milliarden Ration D- und Tropical-Riegel produziert und an Truppenteile auf der ganzen Welt verteilt worden sind. 1939 war das Hershey-Werk in der Lage, 100.000 Riegel pro Tag herzustellen. Am Ende des Zweiten Weltkriegs produzierte das Werk die Riegel in einer Stückzahl von 24 Millionen pro Woche. Für ihre Dienste während des Zweiten Weltkriegs wurden der Firma fünf Army-Navy 'E' Production Awards verliehen, für das Übertreffen der Erwartungen bezüglich Menge und Qualität bei der Produktion der Ration D- und Tropical-Riegel.

## Nachkriegszeit bis heute
Die Produktion der Ration D-Riegel wurde nach dem Ende des Zweiten Weltkriegs eingestellt. Im Gegensatz dazu blieb Hershey’s Tropical Bar ein Teil der Standardrationen für die US-Streitkräfte. Er wurde sowohl im Korea- als auch im Vietnamkrieg eingesetzt. Er erlangte Berühmtheit, als er im Juli 1971 an Bord von Apollo 15 mitgeführt wurde.
Während der Operationen Desert Shield und Desert Storm erprobte Hershey’s Chocolate einen neuen Riegel aus hochtemperaturbeständiger Schokolade, der Desert Bar („Wüstenriegel“) getauft wurde. Zu diesem Zweck lieferte Hershey’s 144.000 dieser Riegel an die amerikanischen Soldaten. Firmenangaben zufolge soll der Riegel Temperaturen von mehr als 60 Grad Celsius (140 Grad Fahrenheit) überstehen können. Während Sprecher der Army aussagten, dass der Geschmack des Riegels gut sei, waren die Stimmen aus der Truppe eher gemischt, so dass der Riegel nicht in die kommerzielle Produktion ging.